# NGC 811

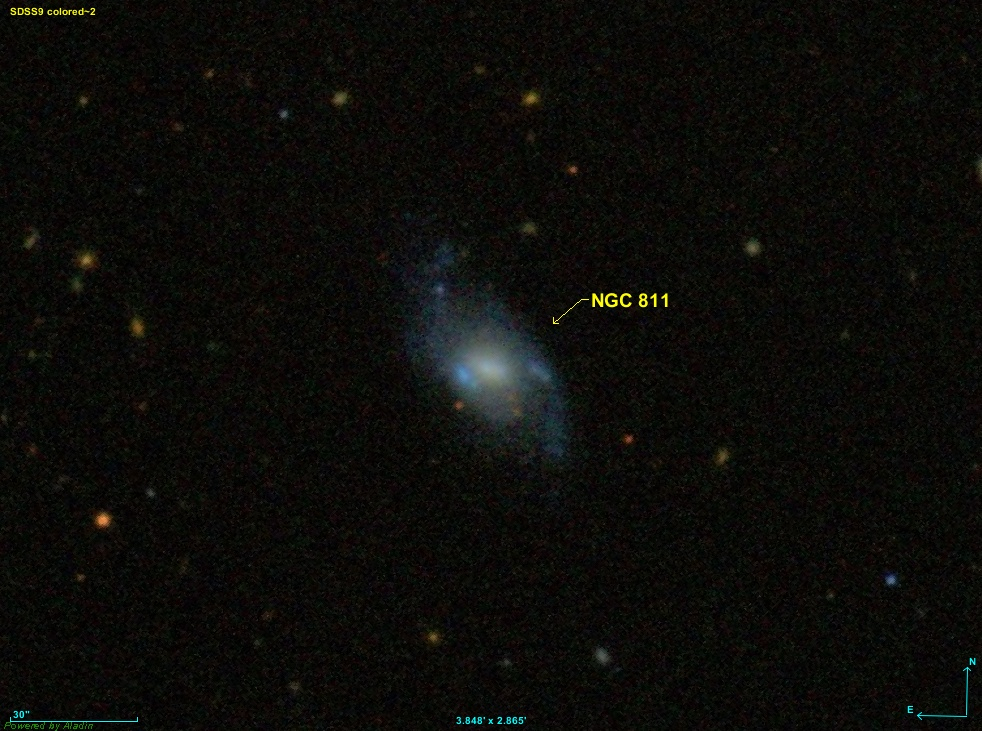
La galaxie PGC 7905. Les bases de données NASA/IPAC et Simbad associe cette galaxie à NGC 811.

NGC 811 est une lointaine galaxie spirale située dans la constellation de la Baleine. NGC 811 a été découverte par l'astronome américain Francis Leavenworth en 1886.

## Caractéristiques
Sa vitesse par rapport au fond diffus cosmologique est de 14 379 ± 18 km/s, ce qui correspond à une distance de Hubble de 212 ± 15 Mpc (∼691 millions d'al).

## Identification
Les opinions divergent quant à l'identification de NGC 811. La base de données NASA/IPAC (NED) et celle de Simbad identifient la galaxie PGC 7905 à NGC 811, mais on spécifie sur NED que cette identification est incertaine. 
Le site de SEDS est en accord avec le professeur Seligman, NGC 811 est PGC 7870. Les données de l'encadré à droite sont celles de PGC 7870.